# Образование в Словакии
Дошкольное воспитание, начальное и среднее образование в Словакии представляет система дошкольных учебных заведений (словац. predškolské zariadenia), начальных школ (посещают ученики в возрасте от 6—7 до 14—15 лет) и средних школ (посещают студенты в возрасте от 14—15 до 18—20 лет), которые могут быть государственные, частные или церковные. 
Высшие учебные заведения можно поделить на 3 вида: публичные (словац. Verejné vysoké školy), государственные (словац. Štátne vysoké školy) и частные (словац. Súkromné vysoké školy), или на 3 типа: университетские ВУЗы (словац. univerzitné vysoké školy), неуниверситетские ВУЗы (словац. neuniverzitné vysoké školy) и профессиональные ВУЗы (словац. odborné vysoké školy), которые имеют право предоставлять лишь первую — бакалаврскую — степень высшего образования. 
Научные исследования проводятся в Высших учебных заведениях университетского типа, в профессиональных институтах и в Словацкой академии наук (словац. Slovenská akadémia vied) — наивысшем научном учреждении Словакии с филиалами в нескольких городах. 

## Лучшие университеты Словакии
Лучшими университетами страны на 2024 год являются:
1. Университет Коменского в Братиславе;
2. Словацкий технический университет в Братиславе;
3. Технический университет в Кошице;
4. Университет Павла Йозефа Шафарика в Кошице;
5. Жилинский университет в Жилине;
6. Университет имени Константина Философа в Нитре;
7. Университет Матея Бела в Банской Быстрице;
8. Словацкий сельскохозяйственный университет в городе Нитра;
9. Экономический университет в Братиславе;
10. Технический университет в Зволене[бел.].